# William Turner (botaniste)
Pour les articles homonymes, voir William Turner et Turner.
William Turner, né entre 1510 et 1515 à Morpeth dans le Northumberland et mort le 17 juillet 1568, est un ornithologue et un botaniste anglais, surnommé le père de la botanique britannique.

## Turner et la Réforme
Son père était probablement tanneur. Turner fait ses études à Cambridge à Pembroke College de 1526 à 1533 où il reçoit son baccalauréat en 1529 et son master en 1533. Il s'engage en faveur de la Réforme et est emprisonné pendant deux ans. À sa libération, il doit s’exiler et toutes ses publications seront détruites. Durant son exil, il voyage en Europe et rencontre les plus fameux botanistes de son époque. Il devient médecin en Italie. Après la mort d'Henri VIII, en 1547, il revient en Angleterre et devient le médecin et aumônier du duc de Somerset, Édouard. Il reçoit le décanat de Wells en 1551.
Lorsqu'Édouard VI décède en 1553 c'est Marie Ire, une catholique, qui lui succède. L'intolérance religieuse est à nouveau de règle et les ouvrages de Turner sont à nouveau interdits et détruits. Comme beaucoup d'autres protestants anglais, Turner fait partie des Exilés mariaux et il se réfugie à Francfort où se regroupe une forte communauté d’exilés anglais.
Mais le règne de Marie Ire est bref, cinq ans, et l'avènement d'Élisabeth Ire permet à Turner de revenir dans son pays et il retrouve alors son décanat de Wells. Il est bientôt suspendu de ses fonctions pour non-conformisme.

## La botanique
Il publie en 1538, Libellus de re herbaria novus et en 1548, The names of herbes in Greke, Latin, Englishe Duche and Frenche wyth the commune names that Herbaries and Apotecaries use. Dans ses ouvrages, il réagit contre les livres de botaniques précédemment publiés, car ceux-ci ne sont que des traductions d'ouvrages venant du continent et ils présentent donc une flore à la fois en partie inconnue et incomplète. Son Libellus est une flore de la province de Northumberland.
Son plus grand ouvrage est son herbier, intitulé A new Herball, wherin are conteyned the names of Herbes... with the properties degrees and naturall places of the same, gathered and made by Wylliam Turner, Physicion unto the Duke of Somersettes Grace, qui paraît en trois volumes (le premier à Londres en 1551, le second à Cologne en 1562 durant son exil et le troisième en 1568). La plupart des illustrations qui y figurent proviennent de l'œuvre de Leonhart Fuchs de 1545.

## L'ornithologie
Il publie, en 1544 à Cologne, un petit livre intitulé Avium praecipuarum, quarum apud Plinium et Aristotelem mentio est, brevis et succincta historia dans lequel il tente de donner des descriptions précises des oiseaux cités par Aristote et par Pline l'Ancien. Turner tente aussi de donner des informations sur le comportement. Il s'agit du premier livre consacré uniquement aux oiseaux et sa tournure est moderne.
Turner défend vigoureusement le fait d'écrire en anglais en affirmant que cela aidera à la diffusion des connaissances. Il argue également que Dioscoride ou Galien écrivaient aussi dans leur propre langue. Il étudie également la minéralogie et l'ichtyologie.

## Source
- Rainer Pineas (1980). William Turner’s Polemical Use of Ecclesiastical History and His Controversy with Stephen Gardiner, Renaissance Quarterly, 33 (4) : 599-608.